# Invincible (álbum de Five)
Invincible é o segundo álbum de estúdio lançado pela boy band inglesa Five. O álbum foi lançado no Reino Unido pela RCA Records em 8 de novembro de 1999 e mais tarde nos Estados Unidos em 16 de maio de 2000. Quatro singles foram lançados de Invincible, incluindo os campeões das paradas britânicas "Keep on Movin'" e "We Will Rock You". O álbum foi produzido executivamente por Simon Cowell e Richard "Biff" Stannard.
O álbum alcançou a quarta posição no UK Albums Chart, o álbum original com menor classificação da banda, embora tenha se tornado o seu maior sucesso no Reino Unido, recebendo disco de platina duplo. Em todo o mundo, o álbum vendeu totalmente 2,5 milhões de cópias.

## Segundo plano
A versão original do álbum, lançada em novembro de 1999, contém um total de quinze faixas, incluindo a faixa oculta, "Inspector Gadget". Ele também contém a versão original do álbum "We Will Rock You". Uma versão de edição limitada do álbum standard, contendo um livreto de fotos exclusivo, calendário de aniversário e pôster gratuito também foi disponibilizada em alguns países da Europa. Para o lançamento do álbum em maio de 2000, a lista de faixas foi revisada, removendo "Mr. Z", "Sunshine" e "Battlestar", remixando "Don't Wanna Let You Go" e adicionando a faixa "Don't Fight It Baby", originalmente contribuída pela banda para a trilha sonora do filme Loser.
A edição japonesa do álbum mantém a lista de faixas original, mas inclui a gravação do lado B "Reminiscing" como faixa bônus e uma seção aprimorada, contendo dois vídeos. Uma edição especial do álbum foi lançada posteriormente em novembro de 2000, apresentando um disco bônus, contendo cinco faixas gravadas no Manchester Evening News Arena durante a Invincible Tour da banda em 26 de março de 2000. O disco um também foi alterado, substituindo a versão original de "We Will Rock You "com o single mix, adicionando "Don't Fight It Baby" e um remix de "Keep on Movin'" como faixas bônus, e incluindo uma seção aprimorada, contendo quatro videoclipes.

## Desempenho gráfico
O álbum alcançou a quarta posição no UK Albums Chart, o álbum original com menor classificação da banda, embora tenha se tornado seu maior vendedor, sendo certificado com dupla platina. O álbum também alcançou a posição 108 na Billboard 200 dos EUA.

## Lista de faixas
| Edição Standard |                                      |                                                                                         |                                     |         |  |
| N.º             | Título                               | Compositor(es)                                                                          | Produtores                          | Duração |  |
| 1.              | "If Ya Gettin' Down"                 | Stannard, Julian Gallagher, Jason Brown, Sean Conlon, Richard Breen                     | Stannard, Gallagher                 | 3:30    |  |
| 2.              | "Keep on Movin'"                     | Stannard, Gallagher, Brown, Conlon, Breen                                               | Stannard, Gallagher, Steve Mac      | 3:17    |  |
| 3.              | "Don't Wanna Let You Go"             | Stannard, Gallagher, Breen, Brown, Conlon                                               | Stannard, Gallagher, Stargate       | 3:23    |  |
| 4.              | "We Will Rock You" (feat. Queen)     | Brian May                                                                               | Stannard, Gallagher, Richard Norris | 2:56    |  |
| 5.              | "Two Sides to Every Story"           | Mikkel S. Eriksen, Hallgeir Rustan, Tor Erik Hermansen, Ritchie Neville, Scott Robinson | Stargate                            | 3:27    |  |
| 6.              | "You Make Me a Better Man"           | Eriksen, Rustan, Hermansen, Neville, Robinson                                           | Stargate                            | 4:18    |  |
| 7.              | "Invincible"                         | Stannard, Gallagher, Brown, Conlon                                                      | Stannard, Gallagher                 | 4:11    |  |
| 8.              | "It's Alright"                       | Stannard, Gallagher, Brown, Robinson, Neville                                           | Stannard, Gallagher                 | 4:17    |  |
| 9.              | "Serious"                            | Jake Schulz, Per Magnusson, Brown, Breen, Andreas Carlsson                              | Schulz, Magnusson                   | 3:23    |  |
| 10.             | "How Do Ya Feel"                     | Stannard, Gallagher, Brown, Conlon, Breen, Robinson, Neville                            | Stannard, Gallagher                 | 3:30    |  |
| 11.             | "Everyday"                           | Stannard, Gallagher, Brown, Conlon, Breen                                               | Stannard, Gallagher                 | 4:19    |  |
| 12.             | "Mr. Z"                              | Stannard, Gallagher, Norris, Breen, Brown, Conlon                                       | Stannard, Gallagher, Norris         | 2:50    |  |
| 13.             | "Sunshine"                           | Stannard, Gallagher, Breen, Brown, Conlon                                               | Stannard, Gallagher                 | 3:24    |  |
| 14.             | "Battlestar"                         | Stannard, Gallagher, Norris, Breen, Brown, Stu Phillips, Glen A. Larson                 | Stannard, Gallagher, Norris         | 4:07    |  |
| 55.             | "Inspector Gadget" (faixa escondida) | Stannard, Gallagher, Norris, Steve Lewinson, Brown, Breen                               | Stannard, Gallagher                 | 2:50    |  |
| Duração total:  | Duração total:                       | Duração total:                                                                          | Duração total:                      | 53:13   |  |

| Edição Especial |                                               |                                                                                         |                                     |         |  |
| N.º             | Título                                        | Compositor(es)                                                                          | Produtores                          | Duração |  |
| 1.              | "If Ya Gettin' Down"                          | Stannard, Julian Gallagher, Jason Brown, Sean Conlon, Richard Breen                     | Stannard, Gallagher                 | 3:30    |  |
| 2.              | "Keep on Movin'"                              | Stannard, Gallagher, Brown, Conlon, Breen                                               | Stannard, Gallagher, Steve Mac      | 3:17    |  |
| 3.              | "Don't Wanna Let You Go"                      | Stannard, Gallagher, Breen, Brown, Conlon                                               | Stannard, Gallagher, Stargate       | 3:23    |  |
| 4.              | "We Will Rock You (Single Mix)" (feat. Queen) | Brian May                                                                               | Stannard, Gallagher, Richard Norris | 3:08    |  |
| 5.              | "Two Sides to Every Story"                    | Mikkel S. Eriksen, Hallgeir Rustan, Tor Erik Hermansen, Ritchie Neville, Scott Robinson | Stargate                            | 3:27    |  |
| 6.              | "You Make Me a Better Man"                    | Eriksen, Rustan, Hermansen, Neville, Robinson                                           | Stargate                            | 4:18    |  |
| 7.              | "Invincible"                                  | Stannard, Gallagher, Brown, Conlon                                                      | Stannard, Gallagher                 | 4:11    |  |
| 8.              | "It's Alright"                                | Stannard, Gallagher, Brown, Robinson, Neville                                           | Stannard, Gallagher                 | 4:17    |  |
| 9.              | "Serious"                                     | Jake Schulz, Per Magnusson, Brown, Breen, Andreas Carlsson                              | Schulz, Magnusson                   | 3:23    |  |
| 10.             | "How Do Ya Feel"                              | Stannard, Gallagher, Brown, Conlon, Breen, Robinson, Neville                            | Stannard, Gallagher                 | 3:30    |  |
| 11.             | "Everyday"                                    | Stannard, Gallagher, Brown, Conlon, Breen                                               | Stannard, Gallagher                 | 4:19    |  |
| 12.             | "Mr. Z"                                       | Stannard, Gallagher, Norris, Breen, Brown, Conlon                                       | Stannard, Gallagher, Norris         | 2:50    |  |
| 13.             | "Sunshine"                                    | Stannard, Gallagher, Breen, Brown, Conlon                                               | Stannard, Gallagher                 | 3:24    |  |
| 14.             | "Battlestar"                                  | Stannard, Gallagher, Norris, Breen, Brown, Stu Phillips, Glen A. Larson                 | Stannard, Gallagher, Norris         | 4:07    |  |
| 15.             | "Don't Fight It Baby"                         | Steve Mac, Wayne Hector, Ali Tennant                                                    |                                     | 3:04    |  |
| 16.             | "Keep on Movin' (The Five-A-Side Mix)"        | Stannard, Gallagher, Conlon, Breen                                                      |                                     | 3:32    |  |
| 17.             | "Inspector Gadget" (faixa escondida)          | Stannard, Gallagher, Norris, Steve Lewinson, Brown, Breen                               | Stannard, Gallagher                 | 2:50    |  |
| Duração total:  | Duração total:                                | Duração total:                                                                          | Duração total:                      | 60:02   |  |

Disco bônus da Edição Especial - "Five - Live at the MEN, June 2000"
1. "If Ya Gettin' Down"
2. "Keep on Movin'"
3. "Don't Wanna Let You Go"
4. "Everybody Get Up"
5. "Got the Feelin'"

## Paradas
| Paradas (1999–2000)                              | Posição mais alta |
| ------------------------------------------------ | ----------------- |
| Austrália (ARIA)                                 | 5                 |
| Bélgica (Ultratop Flandres)                      | 6                 |
| Bélgica (Ultratop Valônia)                       | 13                |
| Canadian Albums (RPM)                            | 49                |
| Danish Albums (Tracklisten)                      | 20                |
| Dutch Albums (MegaCharts)                        | 2                 |
| European Albums Chart                            | 10                |
| Finnish Albums (Suomen virallinen lista)         | 18                |
| German Albums (GfK Entertainment)                | 27                |
| Hungria (MAHASZ)                                 | 5                 |
| Icelandic Albums (Tonlist)                       | 9                 |
| Irish Albums (IRMA)                              | 5                 |
| Italian Albums (FIMI)                            | 10                |
| New Zealand Albums (RIANZ)                       | 16                |
| Norwegian Albums (VG-lista)                      | 28                |
| Scottish Albums (OCC)                            | 9                 |
| Spanish Albums (Productores de Música de España) | 45                |
| Swedish Albums (Sverigetopplistan)               | 12                |
| Swiss Albums (Swiss Hitparade)                   | 33                |
| UK Albums (OCC)                                  | 4                 |
| US Billboard 200                                 | 108               |

| Paradas (1999)                      | Posição mais alta |
| ----------------------------------- | ----------------- |
| Australian Albums Chart             | 41                |
| Belgian Albums Chart (Flanders)     | 48                |
| Belgian Albums Chart (Wallonia)     | 91                |
| Dutch Albums Chart                  | 61                |
| Italian Albums Chart                | 58                |
| Reino Unido (Official Albums Chart) | 18                |
| Paradas (2000)                      | Posição mais alta |
| Australian Albums Chart             | 65                |
| Belgian Albums Chart (Flanders)     | 40                |
| Dutch Albums Chart                  | 73                |
| UK Albums (OCC)                     | 54                |